# David Weightman
David John Weightman (* 28. September 1971 in Brisbane) ist ein ehemaliger australischer Ruderer, der 1996 eine olympische Silbermedaille im Zweier ohne Steuermann gewann.

## Sportliche Karriere
Der 1,93 m große Weightman belegte 1989 den sechsten Platz im Vierer mit Steuermann beim Match des Seniors, einem Vorläuferwettbewerb der U23-Weltmeisterschaften. Kurz darauf erreichte er mit dem gesteuerten Vierer den vierten Platz bei den Junioren-Weltmeisterschaften.
Bei den Weltmeisterschaften 1991 belegte Weightman mit dem australischen Achter den zehnten Platz, bei den Weltmeisterschaften 1993 und 1994 erreichte er mit dem Vierer mit Steuermann jeweils den fünften Platz. Nach vier Jahren kehrte Weightman 1995 zurück in den Achter, der bei den Weltmeisterschaften den elften Platz belegte. Bei den Olympischen Spielen 1996 in Atlanta trat er mit Robert Scott im Zweier an. Die Australier gewannen sowohl ihren Vorlauf als auch ihr Halbfinale. Im Finale erreichten sie die Ziellinie mit einer Sekunde Rückstand auf die Briten Steven Redgrave und Matthew Pinsent und mit einer Sekunde Vorsprung vor den Franzosen Michel Andrieux und Jean-Christophe Rolland.
1999 und 2000 versuchten sich Weightman und Scott für die Olympischen Spiele in Sydney zu qualifizieren, konnten sich aber nicht gegen ihre Landsleute Matthew Long und James Tomkins durchsetzen.